# 宇山隆之
宇山 隆之（うやま たかし、1977年1月22日 -）は、日本の映画美術デザイナー、映画美術監督。多目的美術集団『映画美術春組』代表。大阪芸術大学技術指導員。

## 人物・略歴
兵庫県芦屋市出身。大阪芸術大学映像学科卒業。
大学卒業後、同校の出身山下敦弘監督作品『ばかのハコ船』『リアリズムの宿』、柴田剛監督『青空ポンチ』、などの作品に美術監督として参加。以後、関西インディペント映画を中心にフリー美術監督として活動する傍ら、TVドラマ、CM、PV、舞台美術、店舗内装デザインなども手掛ける。
2011年度より大阪芸術大学映像学科技術指導員。

## 作品
- ばかのハコ船（美術）2002/山下敦弘監督
- RED HARP BLUES（美術助手）2002/高橋正弥監督
- ごめん(美術助手)2002/冨樫森監督
- リアリズムの宿（美術）2003/山下敦弘監督
- ２－１(美術)2004/村主岳史監督
- 赤を視る(美術)2004/浅川周監督
- ヒナの魂(美術/ ＴＶ)2004/北條俊正監督
- 堤防は洪水を待っている(美術)2005/山田雅史監督
- おちょんちゃんの愛と冒険と革命(美術)2005/西尾弘志監督
- シェアリング(美術)2005/清水艶監督
- 男たちの大和/YAMATO（セット付き）2006/佐藤純彌監督
- モスリン橋の、袂に潜む（美術）2006/羽野暢監督
- バルトの楽園（美術助手）2006/出目昌伸監督
- かぞくのひけつ（美術）2006/小林聖太郎監督
- 怨念　黒髪の復讐(装置)2006/浜田弘典監督
- 屋根の上の赤い女（美術）2007/岡太地監督
- 青空ポンチ（美術）2008/柴田剛監督
- ホールイン・ワンダーランド（美術）2009/清水艶監督
- 風に向かって走れ(美術/ＴＶ)2010/大森一樹・原田徹監督
- 古都奇譚・秋(美術)2010/熊谷まどか監督
- TSUYAKO（美術）2011/宮崎光代監督
- 大きな財布(美術)2011/杉田真一監督
- 大野リバーサイドパーク(美術)2011/尾崎香仁監督
- 讃岐巡礼ツアー(美術)2011/福田良夫監督
- 蒼白者(美術)2012/常本琢招監督
- エアーズロック（美術）2012/山下敦弘監督
- スニーカージェネレーション（美術）2012/大森一樹・原田徹・三原光尋監督
- 新しき民（組付大道具）2015/山崎樹一郎監督[1]
- 37セカンズ（美術）2020/HIKARI監督[2]
- わたしのお母さん（美術）2023/杉田真一監督[3]
- 復讐は囁きにのせて（美術）2022/堂ノ本敬太監督[4]